# Ballintemple and Ballygilgan SPA
Ballintemple and Ballygilgan SPA este o arie protejată (arie de protecție specială avifaunistică — SPA) din Irlanda întinsă pe o suprafață de 235,41 ha, integral pe uscat.

## Localizare
Centrul sitului Ballintemple and Ballygilgan SPA este situat la coordonatele 54°20′37″N 8°37′46″W / 54.343577°N 8.629379°V.

## Înființare
Situl Ballintemple and Ballygilgan SPA a fost declarat arie de protecție specială avifaunistică în iulie 2011 pentru a proteja 1 specie de animale.

## Biodiversitate
Situată în ecoregiunea atlantică, aria protejată nu include niciun habitat protejat.
La baza desemnării sitului se află o specie protejată de  păsări: Branta leucopsis.